# لوکس (برند)
لوکس (انگلیسی: Lux) شرکت لوازم بهداشتی بریتانیایی است، که در سال ۱۹۲۵ تأسیس شد.